# 김병규 (1874년)
김병규(金炳奎, 1874년 1월 24일~ 1939년 11월 18일)는 일제강점기의 관료이며, 조선총독부 중추원 참의이다. 호는 수석(壽石)이다.

## 생애
함경북도 경성군 주북면 출신이다. 1910년 이 지역에서 사립 운곡(雲谷)학교를 설립하여 학감을 지냈으며, 1924년 사립 문암보통학교로 승격된 후에도 계속해서 운영을 맡았다. 1939년교육자로 활동하면서 경학원 강사를 지내기도 한 지식인이었다.1917년에는 8월 함경북도 경성군 어대진금융조합 조합장을 맡았기도 했다.

### 1920년경
1920년경부터는 여러 공직을 맡아 사회 활동도 활발히 벌였고, 그해 1월부터 9월까지 함경북도 경성군 참사를 지냈다. 1923년 7월 조선민립대학기성회 함경북도 경성군지방부 집행위원을 맡았고 1924년 4월 함경북도 도평의회원(경성)에 당선했으며 북선(北鮮)연합지방물산공진회 부회장도 맡았다. 1926년에는 12월 함경북도 농회 통상의원을 맡았다.

### 1930년경
1931년 함경북도 경성에 사립 동명의숙(東明義塾)을 설립,운영했다. 1931년~1938년까지 명륜학원 평의원으로 있었다. 1932년 11월 '사상선도,풍속개선,산업장려,사회교화' 등을 목적으로 함경북도 경성군 주북면에 조작한 운곡향약 향약장을 맡았다. 당시 총독부가 농업 발전을 위해 권장하던 개량 농법 개발과 농사 개선을 역설하여, 김병규가 고문이 되어 지도한 마을이 우량 부락으로 선정되는 등 실적을 올렸다. 1932년과 1933년에는 함경북도 순회강연촉탁으로 임명되어 도내 여러 군을 순회하면서 풍속개량 강연을 벌였다. 교육과 지역 발전에 세운 공로를 인정받아 1933년 6월 조선총독의 자문기구인중추원 주임관 대우 참의에 발탁되어 1936년6월까지 재임하면서 매년 600원의 수당을 받았다. 그해 7월부터는 중추원 시정연구회 사회부 위원을 지냈다. 1934년 사립 주북학교(朱北學校)를 설립,운영했다.1935년에 조선총독부가 시정25주년을 기념하여 표창자를 선정했을 때 포함되었다.1939년 11월 일제가 전시체제 강화와 유도황민화(儒道皇民化)를 위해 전 조선 유림을 동원하여 조직한 조선유도연합회 평의원을 지냈다. 그리고 그해 11월 18일날 사망했다.
2002년 발표된 친일파 708인 명단과 2008년 공개된 민족문제연구소의 친일인명사전 수록예정자 명단 가운데 중추원 부문에 모두 선정되었으며 2009년 친일반민족행위진상규명위원회가 발표한 친일반민족행위 705인 명단에도 포함되었다.

## 같이 보기
- 조선총독부 중추원

## 참고자료
- 김병규(金炳奎) - 국사편찬위원회
- 친일인명사전편찬위원회 (2009). 《친일인명사전》. 362~363쪽.